# Pic-nic Classe C
Pic-nic Classe C foi uma telenovela brasileira exibida pela TV Cultura entre 1 e 27 de março de 1982, às 19h30. Escrita por Walther Negrão, foi adaptada de contos e crônicas de Osvaldo Moles.

## Enredo
Aborda um piquenique na Praia Grande, organizado por funcionários de uma tecelagem que moram numa mesma vila.

## Elenco
- Herson Capri .... Franco
- Denise Del Vecchio .... Marieta
- Henrique César .... Ferreri
- Mário Benvenutti .... Vacário
- Maria Célia Camargo .... Concheta
- Alceu Nunes .... Nicolino
- Cinira Camargo .... Zelinda
- Cristina Pacheco .... Loreta
- Miriam Lins .... Mocinha
- Ruthinéa de Moraes .... Olga
- Older Cazarré .... Pascoal
- Alberto Baruque .... Vavá
- Valter Santos .... Mauro
- Cássia Lima
- Marcelo Buru
- Miguel Maimoni
- Paco Sanches
- Rubens Moral
- Sandra Sargentelli
- Vininha de Moraes